# Lindenbergia arabica
Lindenbergia arabica är en snyltrotsväxtart som först beskrevs av Spencer Le Marchant Moore, och fick sitt nu gällande namn av Hartl.. Lindenbergia arabica ingår i släktet Lindenbergia och familjen snyltrotsväxter. Inga underarter finns listade i Catalogue of Life.